# Ponto (divinità)
Ponto (in greco antico: Πόντος?, Pontos) è un personaggio della mitologia greca. È una divinità primordiale del mare.
È una divinità conosciuta anche nella mitologia romana.

## Genealogia
Figlio nato da Gaia per partenogenesi o di Etere e Gaia.
Dalla stessa Gaia generò Nereo, Ceto, Forco, Euribia, Taumante, Egeone ed i Telchini. 

Da Talassa generò i pesci.

## Mitologia

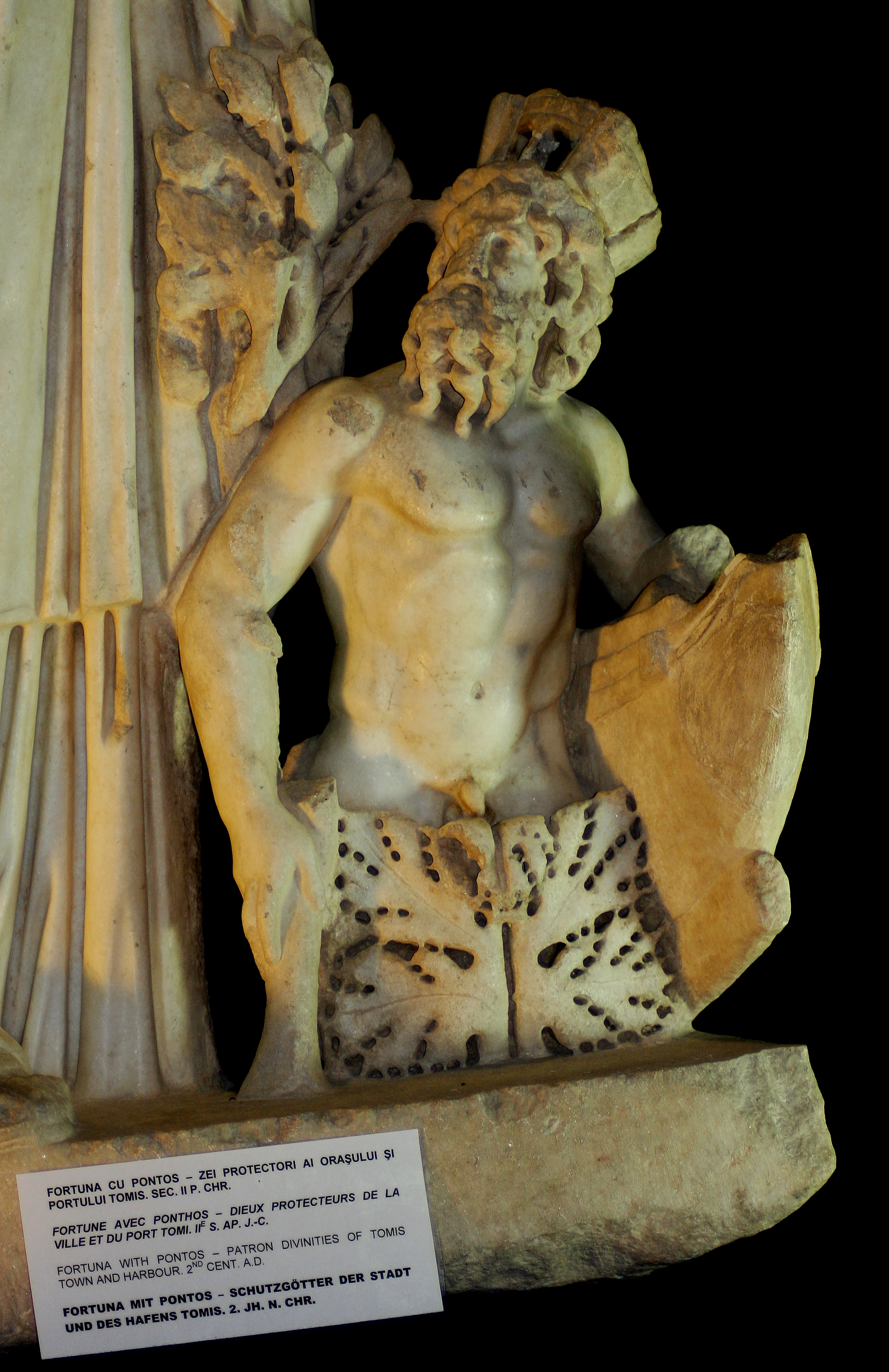

Era la personificazione divina e maschile del mare, nato agli albori della creazione ed era il mare stesso, non solo la sua divinità residente. 

È antecedente agli dei dell'Olimpo e non possiede nessuna leggenda a lui dedicata e figura solo nelle genealogie teogoniche e cosmogoniche.
La sua controparte femminile è Talassa e nei mosaici greco-romani Ponto è spesso raffigurato con una testa gigantesca, le corna di chele di granchio ed una barba grigio-acquosa. 

Nella maggior parte dell'arte musiva però, al suo posto viene rappresentato Oceano che nell'evoluzione della mitologia prese il suo posto.
La scultura romana del II secolo d.C. (in foto) rappresenta Ponto che sorge dalle alghe ed ha un timone nella mano destra e si appoggia alla prua di una nave. Indossa una corona murale ed accompagna Fortuna, i cui drappeggi appaiono a sinistra. 
Ponto e Fortuna sono divinità protettrici gemelle del porto di Tomis (l'odierna Costanza).

## Nella cultura di massa
Ponto è uno degli antagonisti principali del manga I Cavalieri dello zodiaco - Episode G, in cui ha come scopo sacrificare i Titani (a esclusione della sua alleata Mnemosine) affinché sua madre Gaia (unico essere per cui dimostri una forma d'amore) possa tornare in vita assorbendone la Dunamis (il Cosmo degli dei) e riportare la Terra nelle mani degli dei che la crearono.